# Hassan Al-Otaibi
Hassan Al-Otaibi (en árabe حسن العتيبي), nacido el 15 de octubre de 1977 en Arabia Saudí, midiendo 1,86 metros, es un jugador de fútbol, en la demarcación de portero que actualmente se desempeña en el Al-Hilal, de la Liga de fútbol de Arabia. Toda su carrera profesional la ha desempeñado en este equipo, salvo una cesión al Al-Qadisiya en 2007.
En la temporada 2010-2011, ha jugado 20 partidos encajando solamente 14 goles.

## Clubes
| Club        | País           | Año         |
| ----------- | -------------- | ----------- |
| Al-Hilal    | Arabia Saudita | 1994 - 2007 |
| Al-Qadisiya | Arabia Saudita | 2007 - 2008 |
| Al-Hilal    | Arabia Saudita | 2008 -      |